# Thiago Romano
Thiago Romano (Buenos Aires, 23 de junio de 2006) es un futbolista argentino. Juega como delantero y su equipo actual es el Inter de Milán, de Italia.

## Trayectoria

### Panathinaikos
Tenía apenas dos años cuando se fue rumbo a Grecia, donde jugó en las divisiones inferiores de Panathinaikos.
En la temporada 2023-24, con el equipo sub-19, jugó 22 partidos, convirtió 9 goles y dio 5 asistencias.

### Inter de Milán
En agosto de 2024 firmó contrato con el Inter de Milán hasta 2029.

## Selección nacional
El 18 de julio de 2024 fue convocado a la selección de fútbol sub-20 de Argentina por Diego Placente para disputar el Torneo Internacional de Fútbol Sub-20 de la Alcudia.

## Vida personal
Es hijo de Diego Romano, exfutbolista de Almagro, que en el 2008 se fue Grecia a continuar su carrera.